# Wild Boys of the Road
Wild Boys of the Road (1933) es un filme estadounidense dirigido por William A. Wellman, perteneciente al cine social desarrollado en los Estados Unidos durante la Gran depresión. En 2013, la película fue seleccionada para su conservación en el Registro Nacional de Cine de los Estados Unidos de la Biblioteca del Congreso por ser "cultural, histórica o estéticamente significativa".

## Historia
Se trata de un duro drama naturalista precódigo sobre la Gran Depresión, que narra con realismo y honestidad las desventuras de un grupo de adolescentes unidos por la amistad, pero afectados por la pobreza, la crisis y la insensibilidad de la sociedad, por lo que vagan buscando oportunidades montándose de matute sobre los vagones de tren. Gracias a haberse rodado antes del código Hays, puede tratar temas tan explosivos como la violación de menores y la delincuencia juvenil. Lamentablemente, la suaviza un convencional final positivo distinto del que rodó el director que, sin embargo, no desluce en nada su realismo crítico anterior. En este final, el juez no cede: Sally y Tommy son enviados al centro de menores, mientras que Eddie es enviado a la cárcel de menores. Wellman prefirió este final por ser más realista, pero el estudio insistió en una alternativa más edificante, en la que el juez cambia de opinión y les da a los tres jóvenes una segunda oportunidad. Las batallas en lo alto de los vagones de carga, en los estercoleros y en las junglas urbanas de los vagabundos están filmadas por expertos y escenificadas de forma dinámica: un panorama desolador de desesperación social. Estas escenas constituyen la pieza central de la película.
Con música de Bernhard Kaun y fotografía de Arthur L. Todd, tiene entre sus actores a Frankie Darro, Edwin Phillips, Rochelle Hudson y a la futura mujer del director, Dorothy Coonan Wellman, entre otros. Fue producida por Warner Brothers.

## Sinopsis
En plena Gran Depresión, dos adolescentes, Eddie y Tommy, amigos cuyas familias se han quedado de repente en paro y en situación desesperada, sin encontrar forma de ganar un dinero extra, deciden evitar ser una carga para sus seres queridos y lanzarse a la aventura huyendo de su casa sobre el techo de vagones de tren de carga hasta Chicago, en busca de nuevas oportunidades en compañía de una chica, Sally; pero chocan de bruces con un mundo despiadado y cruel desconocido para ellos: la entrañable tía de Sally tiene un negocio que es a todas luces un burdel y una de las compañeras de viaje es violada por un guardagujas; además, uno de los protagonistas perderá una pierna segada en las vías por un tren. El camino será, pues, más difícil de lo esperado.

## Reparto
- Frankie Darro como Eddie Smith
- Edwin Phillips como Tommy Gordon
- Rochelle Hudson como Grace
- Dorothy Coonan Wellman como Sally
- Sterling Holloway como Ollie
- Arthur Hohl como Dr. Heckel
- Ann Hovey como Lola
- Minna Gombell como tía Carrie
- Grant Mitchell como Sr. Smith
- Claire McDowell como Sra. Smith
- Robert Barrat como juez White
- Willard Robertson como capitán de detectives
- Ward Bond (sin acreditar) como guardavías.